# Adolf Vančura
Adolf Vančura (ook: Vancura) (Wenen, 11 juni 1900 – aldaar, 9 januari 1967) was een Oostenrijks componist, dirigent en pianist.

## Leven
Uit financiële redenen moest hij zijn muziekstudies aan het conservatorium in Wenen stoppen en kreeg een baan bij de stad Wenen. Verder was hij musicus en dirigent van verschillende harmonieorkesten (Musikkapellen) en koren, o.a. sinds 1947 de Musikkapelle der städtischen Wiener Elektizitätswerke, met die hij optredens van de mei opmarsen van de arbeiders bond en binnen de Wiener Festwochen in 1954 verzorgde. Hiermee voltooide hij zijn kennissen van het componeren. In het totaal schreef hij 250 werken voor koor, kamermuziek, orgel en daarvan ook 50 werken voor harmonieorkest. Zijn muziek uitgever schrijft, dat hij in zijn werken voor harmonieorkest typisch de Oostenrijkse karakter vertegenwoordigt. 

## Composities

### Werken voor harmonieorkest
- A liliputi vasút
- Allotria Ouverture
- Bass Polka, voor bastuba en harmonieorkest
- Euphonia-Ouverture
- Feuerwehr-Polka
- Freudenauer Galopp
- Gänsemarsch, karakterstuk
- Good night my darling, good night, langzame wals
- In Wald und Flur, ouverture
- Lorenzi, wals
- Manuela, ouverture
- Marietta, ouverture
- Mir zwa, polka voor twee klarinetten solo en harmonieorkest
- Payerbacher Polka
- Silana, ouverture
- Volksfest
- Vier Grablieder
  1. Der müde Wanderer, Grablied
  2. Ade, auf Wiedersehen, Lied ‚
  3. Nachruf aus der Bergheimat, Abschiedslied
  4. Nimm auf, o Herr, die Seele, Grablied
- Waldromantik, ouverture
- Zizibe Polka, voor klarinet solo en harmonieorkest

#### Marsen
- Abschied von den Bergen, treurmars
- Auf Wiederseh'n!, mars
- Aus guter, alter Zeit (Postmarsch)
- Das ist der Tag des Herrn, processiemars
- Don Bosco, processiemars
- Fesche Burschen (Marsch der Auslandösterreicher), mars
- Friedensglocken, treurmars
- Fröhliches Wien, mars
- Glaube, Hoffnung und Liebe, processiemars
- Herr bleib bei uns, denn es will Abend werden..., processiemars
- Libertas Marsch
- Liebe, Luft und Leben, mars
- Musik voran, mars
- Musikantengruß, mars
- Parademarsch, mars
- Salvator, treurmars
- Unter den Trauerweiden, treurmars

- Gemeinsame Normdatei: 13769511X
- Nationale Bibliotheek van Tsjechië: mub20231206606
- Virtual International Authority File: 81845009
- WorldCat: E39PBJvCR9d6x4MdHQg9yxH6Kd